# 9月17日
9/17是阳历年的第260天（闰年是261天），离一年的结束还有105天。

## 大事记

### 19世紀以前
- 745年（唐玄宗天寶四年秋八月壬寅）：唐玄宗册封楊太真為貴妃。
- 1086年：西夏崇宗李乾順建天儀治平年號。
- 1176年：密列奧塞法隆戰役爆發，拜占庭帝國敗於塞爾柱突厥魯姆蘇丹國軍隊。
- 1382年：拉約什一世死後，他的女兒瑪麗亞在沒有男性繼承人的情況下被加冕為匈牙利國王。
- 1567年：日本大名織田信長從齋藤龍興手上奪取稻葉山城並開始統治原齋藤家領地美濃，並將稻葉山城改名為岐阜城。
- 1630年：來自英國的清教徒在麻薩諸塞灣殖民地建立波士頓，後來成為新英格蘭地區最大城市。
- 1631年：三十年戰爭：戰爭第三階段，瑞典在布賴滕費爾德會戰大勝神聖羅馬帝國。
- 1787年：《美国宪法》在費城定稿及簽署。
- 1789年：德國天文學家威廉·赫歇爾發現土衛一。

### 19世紀
- 1809年：芬蘭戰爭：瑞典和俄國簽署《弗雷德里克港條約（英语：Treaty of Fredrikshamn）》，結束戰爭。瑞典把東部三分之一國土割讓給俄國，成立俄國治下的芬蘭大公國。
- 1849年：美國廢奴主義者哈莉特·塔布曼自奴隸主手中逃亡。
- 1859年：
  - 德國數學家伯恩哈德·黎曼發表了包含黎曼猜想原始陳述的著名素數計數函數論文，被認為是解析數論中最具影響力的論文之一。
  - 因為對美國法律和政治結構不滿，約書亞·諾頓在舊金山當地報紙自稱為「諾頓一世」。
- 1861年：阿根廷內戰：布宜諾斯艾利斯國在帕翁戰役（英语：Battle of Pavón）中擊敗阿根廷邦聯。
- 1862年：南北戰爭：喬治·麥克萊倫率領的波多馬克軍團在安提頓戰役中與羅伯特·李麾下的北維吉尼亞軍團交戰，成為美國軍事史上最血腥的一天。
- 1894年：大日本帝国海军在西朝鲜湾发生的黄海海战击败清朝北洋水师，取得甲午战争制海权。
- 1900年：英国原六个殖民地宣告成立澳大利亚联邦。

### 20世紀
- 1914年：安德魯·費希爾在他上一任總理任期內推動了一個直到1940年代才被打破的改革時期，並第三次成為澳大利亞總理。
- 1916年：第一次世界大戰：德國飛行員曼弗雷德·冯·里希特霍芬在法国上空首次击落敌机。
- 1926年：冯玉祥五原誓师，加入北伐。
- 1933年：美國總統富蘭克林·羅斯福宣佈以前總統胡佛為一座新水壩名字。
- 1935年：曼努埃爾·奎松当选为菲律宾第一任总统。
- 1939年：第二次世界大戰：華沙保衛戰展開。
- 1939年：第二次世界大战：在波兰战役中，苏联根据和德国签署的《苏德互不侵犯条约》紧跟德国入侵波兰。
- 1940年：第二次世界大戰：希特勒下令「無限期推延」海獅計劃，德國登陸英國的企圖宣告失敗。
- 1944年：第二次世界大戰：同盟國在荷蘭與德國發動市場花園行動，也是最大規模的空降部隊作戰計畫。
- 1948年：受聯合國委任調解阿拉伯國家和以色列之間紛爭的福爾克·貝爾納多特，在耶路撒冷被莱希組織刺殺身亡。
- 1957年：馬來西亞成為聯合國成員國。
- 1959年：中國人民解放軍將領彭德怀、黄克诚被免职。
- 1965年：上海生物化学研究所单位在世界上第一次人工合成胰岛素[來源請求]。
- 1968年：油輪「沙培魯斯號」於香港西貢海失事沉沒，造成五人喪生。[來源請求]
- 1974年：孟加拉、格林納達、幾內亞比紹成為聯合國成員國。
- 1976年：第一架隶属美国国家航空航天局的企业号航天飞机于加利福尼亚州棕榈谷的工厂制作完成。
- 1978年：埃及总统穆罕默德·安瓦爾·薩達特和以色列总理梅纳赫姆·贝京在美国大衛營签订《戴维营协议》。
- 1980年：前尼加拉瓜總統安納斯塔西奧·索摩查·德瓦伊萊在巴拉圭亞松森附近被殺。
- 1980年：波兰成立的团结工联成为东方集团国家中第一个完全独立的工会联盟。
- 1982年：中國第一個電視製片廠──北京電視製片廠正式成立。
- 1984年：加拿大第二十三任總理馬丁·布賴恩·馬爾羅尼上任。
- 1984年：中國返回式衛星（序號FSW-0-7）返回地球。
- 1986年：Turbo Pascal第3.02版发布。
- 1988年：第24届奥林匹克运动会在汉城（即今首爾）开幕。
- 1991年：愛沙尼亞、拉脫維亞、立陶宛、馬紹爾群島、密克羅尼西亞聯邦、南韓和北韓加入聯合國。
- 1994年：美国科学家走出「生物圈2號」。台灣在漢光演習時發生金鷹航空誤擊事故，四人死亡。
- 1995年：美国的一份政治周刊《旗帜周刊》创刊。
- 1995年：香港舉行主權移交中國前，最後一屆的立法局選舉。
- 1999年：北京首都國際機場2號航站大樓啟用。

### 21世紀
- 2001年：納莉颱風侵襲臺灣並導致大規模嚴重水災，共計造成104人死亡或失蹤。
- 2001年：美国纽约证券交易所在九一一袭击事件发生后首日开市，道琼斯工业平均指数大跌684.81点。
- 2002年：台灣民進黨公佈黨產，現有資產總額約為三億七千二百萬元。
- 2003年：台灣國家實驗動物中心再度爆發實驗鼠的病毒感染事件[1]。
- 2004年：第十二屆帕拉林匹克運動會於希臘雅典舉行。
- 2005年：在台灣舉辦的國立編譯館年度優良漫畫評選，同志漫畫首度獲獎[2]。
- 2005年：香港無綫電視長壽節目《K-100》正式結束。
- 2006年：瑞典舉行大選，溫和黨獲勝，瑞典由左翼向右中翼轉型。
- 2007年：希臘總理科斯塔斯·卡拉曼利斯宣佈在新一屆希臘議會選舉中獲勝。
- 2008年：中国北京第十三届残疾人奥运会閉幕。
- 2008年：泰國代總理、人民力量黨副主席頌猜在國會下議院會議上當選新一任總理。
- 2011年：佔領華爾街運動在美國紐約市正式展開。
- 2018年：超強颱風山竹吹襲港澳，到處滿目瘡痍，樹木倒塌導致大量路面交通無法行駛，翌日市民上班出現大混亂。
- 2018年：俄羅斯軍機在敘利亞拉塔基亞省沿海地區被敘利亞防空飛彈誤擊，機上15名組員全數喪生。[3]
- 2024年：黎巴嫩多地發生呼叫器爆炸，造成至少12人死亡、2750人受傷。

## 出生
- 879年：查理三世，西法蘭克國王。（929年逝世）
- 1192年：源實朝，日本鎌倉幕府第3代征夷大將軍。（1219年逝世）
- 1552年：教宗保祿五世，羅馬主教。（1621年逝世）
- 1657年：索菲婭·阿列克謝耶芙娜·羅曼諾娃，沙皇俄國羅曼諾夫王朝攝政公主。（1704年逝世）
- 1739年：約翰·拉特利奇，美國首席大法官。（1800年逝世）
- 1743年：尼古拉·德·孔多塞，法國數學家、哲學家。（1794年逝世）
- 1764年：約翰·古德利克，英國聋哑天文学家。（1786年逝世）
- 1820年：奥日埃，法國詩人、劇作家。（1889年逝世）
- 1826年：波恩哈德·黎曼，德國数学家，黎曼幾何學創始人、複變函數論創始人之一。（1866年逝世）
- 1857年：康斯坦丁·齐奥尔科夫斯基，俄羅斯火箭、宇航先驅。（1935年逝世）
- 1869年：克里斯蒂安·劳斯·朗格，挪威歷史學家、教師、政治學家，1921年諾貝爾和平獎得主。（1938年逝世）
- 1871年：弗朗西斯科·馬卡布洛斯，菲律賓愛國革命軍將領。（1922年逝世）
- 1881年：阿弗列·芮克里夫-布朗，英國人類學家。（1955年逝世）
- 1883年：威廉·卡洛斯·威廉姆斯，美國詩人、全科、小兒科醫師。（1963年逝世）
- 1884年：查尔斯·格里费斯，美國作曲家。（1920年逝世）
- 1886年：陸费逵，中國教育家、出版家。（1941年逝世）
- 1903年：男女之川登三，日本相撲力士，第34代橫綱。（1971年逝世）
- 1905年：馮至，中國翻譯家、新體詩人。（1993年逝世）
- 1907年：沃伦·E·伯格，美國第15屆終審法院首席法官。（1995年逝世）
- 1908年：程思遠，中國政治人物，曾任李宗仁秘書。（2005年逝世）
- 1912年：梁樹權，中國分析化學家。（2006年逝世）
- 1917年：尹伊桑，韓國音樂家、作曲家。（1995年逝世）
- 1917年：費希平，臺灣政治人物。（2003年逝世）
- 1923年：漢克·威廉斯，美國鄉村音樂、藍調、Honky-tonk創作男歌手。（1953年逝世）
- 1924年：野坂浩賢，日本政治家。（2004年逝世）
- 1929年：史特靈·莫斯，英國賽車手。（2020年逝世）
- 1930年：艾德加·米切尔，美國太空人。[4]（2016年逝世）
- 1930年：托馬斯·斯塔福德，美國太空人。（2024年逝世）
- 1931年：安妮·班克罗夫特，美國女演員。（2005年逝世）
- 1931年：曾野綾子，日本小說家。（2025年逝世）
- 1932年：羅伯·派克，美國冷硬派犯罪小說作家。
- 1934年：李瑞环，第十五届中共中央政治局常委、第九届全国政协主席。
- 1934年：莫琳·康諾利，美國女子網球運動員（1969年逝世）
- 1935年：肯·克西，美國小說作家。（2001年逝世）
- 1936年：揚·蓋爾，丹麥建築師、城市規劃師。
- 1937年：奧蘭多·塞佩沙，美國職業棒球運動員。（2024年逝世）
- 1939年：弗拉基米爾·緬紹夫，俄羅斯演員、電影導演。（2021年逝世）
- 1939年：戴維·蘇特，美國最高法院大法官。（2025年逝世）
- 1944年：萊茵霍爾德·梅斯納爾，意大利登山家、探險家。
- 1945年：菲爾·杰克遜，美國籃球教练。
- 1947年：李明仁，台灣森林學研究者。
- 1947年：千秋直美，日本女歌手、演員。
- 1950年：纳伦德拉·莫迪，印度政治人物，現任印度總理。
- 1955年：查爾斯·馬爾蒂內，美國男演員、配音員
- 1957年：馬蒂紐·恩達法·卡比，幾內亞比索政治人物，前任幾內亞比索總理。
- 1958年：，斯洛維尼亞政治人物，現任斯洛維尼亞總理。
- 1959年：徐乃麟，台灣藝人、主持人。
- 1960年：戴蒙·希爾，英國賽車手。
- 1962年：徐俊，中國國際象棋棋手。
- 1962年：巴茲·魯曼，澳洲電影導演、編劇、電影監製。
- 1962年：阮春智，越南裔美國男演員、導演、作家、武師。
- 1963年：龔慈恩，香港女藝人。
- 1963年：蝶野正洋，日本重量級職業摔角選手。
- 1964年：黃大煒，台灣流行歌手、音樂人。
- 1965年：布萊恩·辛格，美國電影導演、監製。
- 1968年：蒂托·比拉諾瓦，西班牙加泰羅尼亞前足球中場球員。（2014年逝世）
- 1968年：翁虹，香港藝人
- 1968年：蔡國慶，中國歌手、演員。
- 1968年：安娜塔西亞，美國創作女歌手。
- 1968年：瑪麗-珊圖·米勒，希臘王儲帕夫諾斯之妃。
- 1969年：馬修·塞特爾，美國演員。
- 1969年：肯·达赫蒂，愛爾蘭職業撞球選手。
- 1970年：譚兆偉，香港足球運動員。
- 1971年：阿德麗婭娜·伽杭波，法國籍斯洛伐克女模特兒。
- 1972年：甄志強，香港男演員。
- 1972年：羅友志，台灣資深媒體人。
- 1973年：蔡少芬，香港藝人。
- 1973年：馬里科·扎加奇，波蘭足球運動員。
- 1974年：拉希德·華萊士，美國籃球運動員。
- 1975年：小島可奈子，日本藝人。
- 1976年：潘耀武，中國藝人。
- 1976年：曾黎，中國藝人。
- 1977年：西蒙尼·佩羅塔，義大利足球運動員。
- 1978年：珍·莎琪，希臘裔美國公關人物，現任白宮發言人。
- 1978年：艾尼•史洛，荷蘭足球主教練。
- 1979年：青山草太，日本男藝人。
- 1979年：佛羅·里達，美國饒舌歌手。
- 1979年：尼爾·布洛姆坎普，南非電影導演、廣告導演、編劇、監製、動畫師。
- 1980年：丹·哈倫，美國棒球選手。
- 1980年：沙巴納·馬哈茂德，英國政治人物，現任英國司法大臣。
- 1981年：吳雲甫，香港男藝人。
- 1981年：巴卡里·科内，象牙海岸足球運動員。
- 1983年：張立東，台灣男藝人。
- 1984年：劉明煌，台灣男子射箭運動員。
- 1984年：嵐優子，日本女藝人。
- 1984年：金大恩，韓國男子體操運動員。
- 1985年：何維健，台灣歌手。
- 1985年：北山宏光，日本男子偶像團體Kis-My-Ft2成員。
- 1985年：托馬什·貝爾迪赫，捷克職業網球運動員。
- 1986年：松岡禎丞，日本男性聲優。
- 1986年：保羅·德切列，義大利職業足球運動員。
- 1987年：楊可涵，臺灣女演員。（2015年逝世）
- 1987年：許富凱，台灣男歌手。
- 1987年：巽悠衣子，日本女性聲優。
- 1987年：瑞圖·艾莉亞，英國女演員、喜劇演員。
- 1988年：費斯基拿特，紐西蘭職業足球運動員。
- 1988年：趙卓娜，中國演員、主持人。
- 1989年：汪蘇瀧，中國歌手。
- 1989年：劉俐，香港女藝人。
- 1989年：保羅·亨廷頓，英格蘭職業足球運動員。
- 1989年：丹妮尔·布鲁克斯，美国女演员。
- 1990年：尹詩沛，香港女藝人。
- 1991年：壽美菜子，日本女性聲優、歌手。
- 1991年：梅納·馬蘇德，加拿大男演員。
- 1992年：丹尼·拉米雷斯，美國男演員。
- 1993年：平野聰子，日本女藝人。
- 1994年：羅人友，韓國男演員
- 1995年：南志鉉，韓國女演員。
- 1995年：YooA，韓國女子偶像團體Oh My Girl成員。
- 1995年：東姑哈山納，彭亨攝政王兼第四任王儲。
- 1995年：派屈克·馬霍姆斯，美國職業美式足球運動員。
- 1996年：崔榮宰 ，韓國男子偶像團體GOT7成員。
- 1996年：白英·他空，緬甸男模特兒、演員。
- 1996年：埃斯特班·奧康，法國一級方程式賽車車手。
- 1997年：關曉彤，中國女演員。
- 1998年：金東賢，韓國男子偶像團體AB6IX成員。
- 1999年：鄭知蘇，韓國女演員。
- 2002年：姜敏熙，韓國男子偶像團體CRAVITY成員。

## 逝世
- 887年：光孝天皇，日本第58代天皇（830年出生）
- 958年：李景遂，五代十國政治人物（920年出生）
- 1025年：于格二世，法蘭西王國卡佩王朝國王羅貝爾二世與其第三任王后阿爾勒的康斯坦絲的長子（1007年出生）
- 1100年：秦觀，中國北宋著名詞人（1049年出生）
- 1179年：宾根的希尔德加德，德國神學家、作曲家、作家，天主教聖女、教會聖師（1098年出生）
- 1200年：宋光宗赵惇，南宋皇帝（1147年出生）
- 1375年：王保保，又名擴廓帖木兒，元朝末年重要將領，亦是北元政府的支柱（生年不詳）
- 1661年：謝永常，鄭成功的部將（1630年出生）
- 1674年：朝鮮顯宗，朝鮮王朝君主（1641年出生）
- 1721年：瑪格麗特-路易絲·德·奧爾良，托斯卡納大公夫人（1645年出生）
- 1786年：德川家治，日本江戶幕府第10代征夷大將軍（1737年出生）
- 1803年：弗朗茲·克薩韋爾·蘇斯邁爾，奧地利作曲家（1766年出生）
- 1892年：魯道夫·馮·耶林，德國法學家，締約上過失理論的創始人（1818年出生）
- 1894年：鄧世昌，清朝北洋海軍將領（1849年出生）
- 1894年：林永昇，清朝北洋海軍將領，左翼左營副將（1853年出生）
- 1928年：若山牧水，日本歌人（1885年出生）
- 1930年：阿洛伊斯·德盧格，奧地利畫家（1859年出生）
- 1931年：杨度，中國政治活动家（1874年出生）
- 1937年：李友梅，中华民国国民革命军将领（1908年出生）
- 1945年：郁达夫，中國作家（1896年出生）
- 1953年：文繡，清朝末代皇帝溥儀妾侍，冊封淑妃（1909年出生）
- 1979年：吳耀宗，中國基督教三自愛國運動發起人（1893年出生）
- 1948年：露絲·潘乃德，美國女性人類學家（1887年出生）
- 1980年：安納斯塔西奧·索摩查·德瓦伊萊，尼加拉瓜政治人物，前任尼加拉瓜總統（1925年出生）
- 1991年：宋時輪，中共中央顧問委員會常務委員、中共人民解放軍上將（1907年出生）
- 1994年：卡爾·波普爾 ，奧地利哲學家（1902年出生）
- 1996年：斯皮羅·阿格紐，美國政治人物，第39任美國副總統（1918年出生）
- 1997年：雷德·斯克爾頓，美國藝人（1913年出生）
- 1997年：揚·敘瑟，挪威政治人物，第24任挪威首相（1930年出生）
- 2006年：曾我部和恭，日本男性聲優（1948年出生）
- 2013年：豐田英二（日语：豊田英二），日本豐田汽車公司前社長（1913年出生）
- 2014年：关菁，香港甘草演员（1951年）
- 2019年：葉選平，中共政治人物，中共元帥葉劍英的長子（1924年出生）
- 2021年：阿卜杜勒-阿齐兹·布特弗利卡，阿爾及利亞政治家，第5任阿爾及利亞總統（1937年出生）
- 2021年：竹下亘，日本政治家（1946年出生）
- 2021年：塔努·帕德馬納班，印度理論物理學、宇宙學家（1957年出生）
- 2022年：馬爾滕·施密特，荷蘭天文學家（1929年出生）
- 2022年：格桑嘉措，西藏格魯派僧侶，新噶當巴領導者（1931年出生）
- 2022年：何塞·加西亞·布伊特龍，西班牙醫師、政治人物，曾任西班牙參議院議員（1945年出生）
- 2024年：石班瑜，台灣男性配音員，周星馳專用配音員（1958年出生）

## 节假日和习俗
- 中华人民共和国：中華老年痴呆防治日
- 日本：
  - 「山原水鷄之日」（クイナの日）：因「917」的日文發音取各字首音節發音為「ku-i-na」，與山原水鷄的日語名字同音，故此定為山原水鷄之日。
  - 「意大利菜日」：於2011年由日本意大利料理協會訂定，原因是意大利語廚房「Cucina」的讀音跟日語「917」的讀音相似。[5]
  - 「牧水忌」：日本戰前歌人若山牧水忌日。
- ：公民日（英语：Australian Citizenship Day）
- 美国：美國憲法日（英语：Constitution Day (United States)）
- 安哥拉：國民英雄日
- 印度馬哈拉施特拉邦：國家重光紀念日（英语：Marathwada Liberation Day）
- ：教師節
- 法國共和曆：美德日（La Fête de la Vertu），是法國共和曆中的特別閏日之一
- 天主教香港教區：聖伯拉民瞻禮

## 其他
- 德國饒舌歌手Max Herre在2019年的專輯《Athen》中有〈17th September〉（Siebzehnten September）一曲。
- 韓國女子團體Nine Muses第三張迷你專輯《Drama》中有一首歌以「9月17日」（9월 17일）為名